# Grand Prix Formule 1 van Frankrijk 1996
De Grand Prix Formule 1 van Frankrijk 1996 werd gehouden op 30 juni 1996 op Magny-Cours.

## Uitslag
| Positie | Nummer | Rijder                | Team               | Ronden | Tijd/Opgave         | Startplaats | Punten |
| ------- | ------ | --------------------- | ------------------ | ------ | ------------------- | ----------- | ------ |
| 1       | 5      | Damon Hill            | Williams-Renault   | 72     | 1:36:29.2           | 2           | 10     |
| 2       | 6      | Jacques Villeneuve    | Williams-Renault   | 72     | +8.127              | 6           | 6      |
| 3       | 3      | Jean Alesi            | Benetton-Renault   | 72     | +46.442             | 3           | 4      |
| 4       | 4      | Gerhard Berger        | Benetton-Renault   | 72     | +46.859             | 4           | 3      |
| 5       | 7      | Mika Häkkinen         | McLaren-Mercedes   | 72     | +62.774             | 5           | 2      |
| 6       | 8      | David Coulthard       | McLaren-Mercedes   | 71     | +1 Ronde            | 7           | 1      |
| 7       | 9      | Olivier Panis         | Ligier-Mugen-Honda | 71     | +1 Ronde            | 9           |        |
| 8       | 12     | Martin Brundle        | Jordan-Peugeot     | 71     | +1 Ronde            | 8           |        |
| 9       | 11     | Rubens Barrichello    | Jordan-Peugeot     | 71     | +1 Ronde            | 10          |        |
| 10      | 19     | Mika Salo             | Tyrrell-Yamaha     | 70     | +2 Rondes           | 13          |        |
| 11      | 16     | Ricardo Rosset        | Arrows-Hart        | 69     | +3 Rondes           | 19          |        |
| 12      | 20     | Pedro Lamy            | Minardi-Ford       | 69     | +3 Rondes           | 18          |        |
| DQ      | 14     | Johnny Herbert        | Sauber-Ford        | 70     | Gediskwalificeerd   | 16          |        |
| NF      | 15     | Heinz-Harald Frentzen | Sauber-Ford        | 56     | Gaspedaal           | 12          |        |
| NF      | 18     | Ukyo Katayama         | Tyrrell-Yamaha     | 33     | Motor               | 14          |        |
| NF      | 22     | Luca Badoer           | Forti-Ford         | 29     | Benzinesysteem      | 20          |        |
| NF      | 10     | Pedro Diniz           | Ligier-Mugen-Honda | 28     | Motor               | 11          |        |
| NF      | 17     | Jos Verstappen        | Arrows-Hart        | 10     | Stuurfout           | 15          |        |
| NF      | 2      | Eddie Irvine          | Ferrari            | 5      | Versnellingsbak     | 22          |        |
| NF      | 21     | Giancarlo Fisichella  | Minardi-Ford       | 2      | Brandstofpomp       | 17          |        |
| NF      | 23     | Andrea Montermini     | Forti-Ford         | 2      | Elektrisch probleem | 21          |        |
| DNS     | 1      | Michael Schumacher    | Ferrari            | 0      | Motor               | 1           |        |

## Wetenswaardigheden
- Door een motorprobleem raakte Michael Schumacher niet weg bij de opwarmronde.
- Johnny Herbert werd gediskwalificeerd omwille van onregelmatigheden aan het bodywerk.
- Eddie Irvine had zich als tiende gekwalificeerd maar werd teruggezet naar de laatste plaats op de grid.

## Statistieken
| Pole-position | Michael Schumacher | Ferrari          | 1:15.989 |
| Snelste ronde | Jacques Villeneuve | Williams-Renault | 1:18.610 |

1906 · 1907 · 1908 · 1912 · 1913 · 1914 · 1921 · 1922 · 1923 · 1924 · 1925 · 1926 · 1927 · 1928 · 1929 · 1930 · 1931 · 1932 · 1933 · 1934 · 1935 · 1936 · 1937 · 1938 · 1939 · 1947 · 1948 · 1949 · 1950 · 1951 · 1952 · 1953 · 1954 · 1956 · 1957 · 1958 · 1959 · 1960 · 1961 · 1962 · 1963 · 1964 · 1965 · 1966 · 1967 · 1968 · 1969 · 1970 · 1971 · 1972 · 1973 · 1974 · 1975 · 1976 · 1977 · 1978 · 1979 · 1980 · 1981 · 1982 · 1983 · 1984 · 1985 · 1986 · 1987 · 1988 · 1989 · 1990 · 1991 · 1992 · 1993 · 1994 · 1995 · 1996 · 1997 · 1998 · 1999 · 2000 · 2001 · 2002 · 2003 · 2004 · 2005 · 2006 · 2007 · 2008 · 2018 · 2019 · 2021 · 2022